# Shinji Morisue
Shinji Morisue (jap. 森末慎二 Morisue Shinji;  ur. 22 maja 1957 w Okayamie) – japoński gimnastyk. Wielokrotny medalista olimpijski z Los Angeles.

## Sport
W 1983 był brązowym medalistą MŚ w drużynie. Reprezentował swój kraj podczas igrzysk w Los Angeles, gdzie zdobył trzy medale, m.in. zwyciężając w ćwiczeniach na drążku.

## Starty olimpijskie (medale)
Los Angeles 1984
- drążek –  złoto
- skok –  srebro
- drużyna –  brąz

## Aktorstwo
Wystąpił w filmie Godzilla kontra Mechagodzilla.